# إيدن ألين
إيدن ألين (بالإنجليزية: Eden Alene)‏ هي مغنية إسرائيلية ولدت في 7 مايو 2000،ولدت في حي القطمون بمدينة القدس لعائلة من اليهود الفلاشا.

## وصلات خارجية
- إيدن ألين على موقع IMDb (الإنجليزية)
- إيدن ألين على موقع ميوزك برينز (الإنجليزية)
- إيدن ألين على موقع أول ميوزيك (الإنجليزية)
- إيدن ألين على موقع ديسكوغز (الإنجليزية)